# Рымарук, Александр Иванович
Рымарук Александр Иванович (родился 2 августа 1956 года в Краснодарском крае, Россия) — украинский политик. Заслуженный экономист Украины, Народный депутат Украины, председатель подкомитета Верховной Рады Украины по вопросам пенсионной реформы. Член фракции «Регионы Украины», член Политсовета «Партии Регионов Украины». Кандидат экономических наук (1984), академик Академии экономических наук Украины (1998), профессор (2003).

## Биография
Родился 2 августа 1956 года в Краснодарском крае, Россия.
В 1979 году окончил с отличием Киевский торгово-экономический институт (КТЭИ), специальность — инженер-технолог. В 1981—1996 годах работал научным сотрудником Совета по изучению производительных сил Украины НАН Украины. В 1984—1994 годах — помощник ректора, ученый секретарь, доцент, профессор кафедры маркетинга Киевского государственного торгово-экономического университета (КДТЭУ).
В 1991—1994 годах проходил стажировку в Массачусетском университете (г. Бостон, США). В 1996—2000 годах — профессор кафедры малого бизнеса и предпринимательства и кафедры инновационного менеджмента Донецкой государственной академии управления.
В 2000 году окончил с отличием Киевский национальный университет имени Тараса Шевченко, квалификация — юрист. В течение 2001—2002 годов — председатель управления страховой компании «Фонд страховых гарантий».
С апреля 2002 по март 2005 — Народный депутат Украины 4-го созыва, избранный по спискам избирательного блока Ющенко «Наша Украина». С 10 декабря 2002 года — в «Партии Регионов Украины».
Входит в состав Государственного Совета Украины по вопросам пенсионной реформы, коллегии МВД Украины, Рабочей группы по доработке проекта Налогового кодекса Украины, Временной специальной комиссии Верховной Рады Украины по вопросам формирования тарифов на жилищно-коммунальные услуги, Межведомственной рабочей группы из исследования методов и тенденций в отмывании денег, полученных преступным путем, Государственного комитета финансового мониторинга.
Член постоянной делегации Верховной Рады Украины в межпарламентской ассамблее стран-участниц СНГ. Действительный член постоянной комиссии по правовым вопросам этой Ассамблеи.
Автор 80 научных, учебных, справочных и методических работ. Издал 20 книг, учебников, справочников с экономических организационных и правовых вопросов бизнеса и предпринимательской деятельности.

## Награды и отличия
- Заслуженный экономист Украины (2001)
- Почётная грамота Верховной Рады Украины (2005).